# Пентапразеодимтетрасвинец
Пентапразеодимтетрасвинец — бинарное неорганическое соединение, интерметаллид празеодима и свинца с формулой Pb4Pr5, кристаллы.

## Получение
- Сплавление стехиометрических количеств чистых веществ:

{\displaystyle {\mathsf {5Pr+4Pb\ {\xrightarrow {1455^{o}C}}\ Pb_{4}Pr_{5}}}}

## Физические свойства
Пентапразеодимтетрасвинец образует кристаллы ромбической сингонии, пространственная группа P nma, параметры ячейки a = 0,8377 нм, b = 1,604 нм, c = 1,604 нм, Z = 4,
структура типа пентасамарийтетрагермания Ge4Sm5
.
Соединение образуется по перитектической реакции при температуре 1455°C.